# Born to Be Alive (nummer)
Born to Be Alive is een single van de Franse zanger Patrick Hernandez, afkomstig van het gelijknamige album uit 1978. Op 30 november van dat jaar werd het nummer op single uitgebracht. De plaat werd pas begin 1979 een enorme hit in Europa.

## Achtergrond
Hernandez had het liedje al in 1973 geschreven maar dan in een akoestisch arrangement à la Bob Dylan of Leonard Cohen. Vijf jaar later nam hij het opnieuw op, toen als popliedje. Uiteindelijk was het zijn Belgische producer Jean Vanloo die er een discoversie van maakte, aanvankelijk tot ergernis van Patrick. De disco-versie bereikte in de hitlijsten de nummer 1-positie in zestien landen en kreeg platina in Canada, goud in de Verenigde Staten en West-Duitsland en zilver in het Verenigd Koninkrijk. 
In Nederland werd de plaat begin 1979 veel gedraaid op Hilversum 3 en werd een gigantische hit in de destijds drie hitlijsten op de nationale popzender. De plaat bereikte de 5e positie in de Nederlandse Top 40, de 12e positie in de Nationale Hitparade en de 11e positie in de TROS Top 50. In de Europese hitlijst op Hilversum 3, de TROS Europarade, werd de 2e positie bereikt.
In België bereikte de plaat de 2e positie in de Vlaamse Ultratop 50 en de nummer 1-positie in de Vlaamse Radio 2 Top 30.

### Re-Mix '88
In 1988 werd het nummer opnieuw uitgebracht onder de titel "Born to Be Alive (Re-Mix '88)".
De Re-Mix '88 kwam niet verder dan de 21e positie in de Nederlandse Top 40 en de 20e positie in de Nationale Hitparade Top 100. In België behaalde deze versie géén notering in beide Vlaamse hitlijsten.

## Hitnoteringen

### Origineel

#### Nederlandse Top 40
| Hitnotering: 03-03-1979 t/m 26-05-1979 | Hitnotering: 03-03-1979 t/m 26-05-1979 | Hitnotering: 03-03-1979 t/m 26-05-1979 | Hitnotering: 03-03-1979 t/m 26-05-1979 | Hitnotering: 03-03-1979 t/m 26-05-1979 | Hitnotering: 03-03-1979 t/m 26-05-1979 | Hitnotering: 03-03-1979 t/m 26-05-1979 | Hitnotering: 03-03-1979 t/m 26-05-1979 | Hitnotering: 03-03-1979 t/m 26-05-1979 | Hitnotering: 03-03-1979 t/m 26-05-1979 | Hitnotering: 03-03-1979 t/m 26-05-1979 | Hitnotering: 03-03-1979 t/m 26-05-1979 | Hitnotering: 03-03-1979 t/m 26-05-1979 | Hitnotering: 03-03-1979 t/m 26-05-1979 | Hitnotering: 03-03-1979 t/m 26-05-1979 |
| Week:                                  | 1                                      | 2                                      | 3                                      | 4                                      | 5                                      | 6                                      | 7                                      | 8                                      | 9                                      | 10                                     | 11                                     | 12                                     | 13                                     |                                        |
| -------------------------------------- | -------------------------------------- | -------------------------------------- | -------------------------------------- | -------------------------------------- | -------------------------------------- | -------------------------------------- | -------------------------------------- | -------------------------------------- | -------------------------------------- | -------------------------------------- | -------------------------------------- | -------------------------------------- | -------------------------------------- | -------------------------------------- |
| Positie:                               | 28                                     | 25                                     | 20                                     | 12                                     | 11                                     | 12                                     | 10                                     | 9                                      | 5                                      | 6                                      | 10                                     | 15                                     | 24                                     | uit                                    |

#### Nationale Hitparade
| Hitnotering: 10-03-1979 t/m 16-06-1979 | Hitnotering: 10-03-1979 t/m 16-06-1979 | Hitnotering: 10-03-1979 t/m 16-06-1979 | Hitnotering: 10-03-1979 t/m 16-06-1979 | Hitnotering: 10-03-1979 t/m 16-06-1979 | Hitnotering: 10-03-1979 t/m 16-06-1979 | Hitnotering: 10-03-1979 t/m 16-06-1979 | Hitnotering: 10-03-1979 t/m 16-06-1979 | Hitnotering: 10-03-1979 t/m 16-06-1979 | Hitnotering: 10-03-1979 t/m 16-06-1979 | Hitnotering: 10-03-1979 t/m 16-06-1979 | Hitnotering: 10-03-1979 t/m 16-06-1979 | Hitnotering: 10-03-1979 t/m 16-06-1979 | Hitnotering: 10-03-1979 t/m 16-06-1979 | Hitnotering: 10-03-1979 t/m 16-06-1979 | Hitnotering: 10-03-1979 t/m 16-06-1979 | Hitnotering: 10-03-1979 t/m 16-06-1979 |
| Week:                                  | 1                                      | 2                                      | 3                                      | 4                                      | 5                                      | 6                                      | 7                                      | 8                                      | 9                                      | 10                                     | 11                                     | 12                                     | 13                                     | 14                                     | 15                                     |                                        |
| -------------------------------------- | -------------------------------------- | -------------------------------------- | -------------------------------------- | -------------------------------------- | -------------------------------------- | -------------------------------------- | -------------------------------------- | -------------------------------------- | -------------------------------------- | -------------------------------------- | -------------------------------------- | -------------------------------------- | -------------------------------------- | -------------------------------------- | -------------------------------------- | -------------------------------------- |
| Positie:                               | 36                                     | 23                                     | 22                                     | 19                                     | 14                                     | 12                                     | 14                                     | 15                                     | 16                                     | 14                                     | 13                                     | 16                                     | 19                                     | 25                                     | 48                                     | uit                                    |

#### VlaamseUltratop 50
| Hitnotering: 10-02-1979 t/m 02-06-1979 | Hitnotering: 10-02-1979 t/m 02-06-1979 | Hitnotering: 10-02-1979 t/m 02-06-1979 | Hitnotering: 10-02-1979 t/m 02-06-1979 | Hitnotering: 10-02-1979 t/m 02-06-1979 | Hitnotering: 10-02-1979 t/m 02-06-1979 | Hitnotering: 10-02-1979 t/m 02-06-1979 | Hitnotering: 10-02-1979 t/m 02-06-1979 | Hitnotering: 10-02-1979 t/m 02-06-1979 | Hitnotering: 10-02-1979 t/m 02-06-1979 | Hitnotering: 10-02-1979 t/m 02-06-1979 | Hitnotering: 10-02-1979 t/m 02-06-1979 | Hitnotering: 10-02-1979 t/m 02-06-1979 | Hitnotering: 10-02-1979 t/m 02-06-1979 | Hitnotering: 10-02-1979 t/m 02-06-1979 | Hitnotering: 10-02-1979 t/m 02-06-1979 | Hitnotering: 10-02-1979 t/m 02-06-1979 | Hitnotering: 10-02-1979 t/m 02-06-1979 | Hitnotering: 10-02-1979 t/m 02-06-1979 |
| Week:                                  | 1                                      | 2                                      | 3                                      | 4                                      | 5                                      | 6                                      | 7                                      | 8                                      | 9                                      | 10                                     | 11                                     | 12                                     | 13                                     | 14                                     | 15                                     | 16                                     | 17                                     |                                        |
| -------------------------------------- | -------------------------------------- | -------------------------------------- | -------------------------------------- | -------------------------------------- | -------------------------------------- | -------------------------------------- | -------------------------------------- | -------------------------------------- | -------------------------------------- | -------------------------------------- | -------------------------------------- | -------------------------------------- | -------------------------------------- | -------------------------------------- | -------------------------------------- | -------------------------------------- | -------------------------------------- | -------------------------------------- |
| Positie:                               | 30                                     | 29                                     | 21                                     | 16                                     | 10                                     | 6                                      | 5                                      | 5                                      | 3                                      | 2                                      | 2                                      | 3                                      | 3                                      | 4                                      | 10                                     | 15                                     | 19                                     | uit                                    |

#### NPO Radio 2 Top 2000
| Nummer met noteringen in de NPO Radio 2 Top 2000 | '99  | '00  | '01  | '02-'03 | '04  | '05 | '06  | '07-'11 | '12  | '13  | '14  | '15  | '16  | '17  | '18  | '19  | '20  | '21  | '22  | '23  | '24  |
| ------------------------------------------------ | ---- | ---- | ---- | ------- | ---- | --- | ---- | ------- | ---- | ---- | ---- | ---- | ---- | ---- | ---- | ---- | ---- | ---- | ---- | ---- | ---- |
| Born to Be Alive                                 | 1337 | 1547 | 1779 | -       | 1937 | -   | 1672 | -       | 1787 | 1840 | 1596 | 1635 | 1639 | 1626 | 1673 | 1737 | 1797 | 1742 | 1552 | 1574 | 1612 |

1. ↑  Een '-' betekent dat het nummer niet was genoteerd en een vetgedrukt getal geeft de hoogste notering aan.

### Re-Mix '88

#### Nederlandse Top 40
| Hitnotering: 02-07-1988 t/m 30-07-1988 | Hitnotering: 02-07-1988 t/m 30-07-1988 | Hitnotering: 02-07-1988 t/m 30-07-1988 | Hitnotering: 02-07-1988 t/m 30-07-1988 | Hitnotering: 02-07-1988 t/m 30-07-1988 | Hitnotering: 02-07-1988 t/m 30-07-1988 | Hitnotering: 02-07-1988 t/m 30-07-1988 |
| Week:                                  | 1                                      | 2                                      | 3                                      | 4                                      | 5                                      |                                        |
| -------------------------------------- | -------------------------------------- | -------------------------------------- | -------------------------------------- | -------------------------------------- | -------------------------------------- | -------------------------------------- |
| Positie:                               | 29                                     | 24                                     | 21                                     | 28                                     | 40                                     | uit                                    |

#### Nationale Hitparade Top 100
| Hitnotering: 11-06-1988 t/m 03-09-1988 | Hitnotering: 11-06-1988 t/m 03-09-1988 | Hitnotering: 11-06-1988 t/m 03-09-1988 | Hitnotering: 11-06-1988 t/m 03-09-1988 | Hitnotering: 11-06-1988 t/m 03-09-1988 | Hitnotering: 11-06-1988 t/m 03-09-1988 | Hitnotering: 11-06-1988 t/m 03-09-1988 | Hitnotering: 11-06-1988 t/m 03-09-1988 | Hitnotering: 11-06-1988 t/m 03-09-1988 | Hitnotering: 11-06-1988 t/m 03-09-1988 | Hitnotering: 11-06-1988 t/m 03-09-1988 | Hitnotering: 11-06-1988 t/m 03-09-1988 | Hitnotering: 11-06-1988 t/m 03-09-1988 | Hitnotering: 11-06-1988 t/m 03-09-1988 | Hitnotering: 11-06-1988 t/m 03-09-1988 |
| Week:                                  | 1                                      | 2                                      | 3                                      | 4                                      | 5                                      | 6                                      | 7                                      | 8                                      | 9                                      | 10                                     | 11                                     | 12                                     | 13                                     |                                        |
| -------------------------------------- | -------------------------------------- | -------------------------------------- | -------------------------------------- | -------------------------------------- | -------------------------------------- | -------------------------------------- | -------------------------------------- | -------------------------------------- | -------------------------------------- | -------------------------------------- | -------------------------------------- | -------------------------------------- | -------------------------------------- | -------------------------------------- |
| Positie:                               | 95                                     | 80                                     | 43                                     | 21                                     | 20                                     | 20                                     | 21                                     | 43                                     | 63                                     | 68                                     | 71                                     | 80                                     | 90                                     | uit                                    |

## Trivia
In Nicht Rijder (een serie fundubs door Mastermovies, die Knight Rider parodieert) zit een running gag dat Born to Be Alive een hit van de Village People zou zijn. De hoofdpersoon Michael Nicht wordt regelmatig uitgelegd dat Born to Be Alive van Patrick Hernandez is, waarna hij boos of ontkennend reageert, in één aflevering zelfs culminerend in een gevecht waarbij hij zijn tegenstander overwint onder het uitroepen van "Village People 360 kick bitch!". 
De oorsprong hiervan ligt erin dat Scholte Albers het nummer illegaal gedownload had, waarbij de titels en auteurs verkeerd stonden. Pas na de productie en uploaden van deze aflevering merkte men op dat het nummer niet van de Village People maar van Patrick Hernandez was, waarna de grap in volgende afleveringen voortgezet werd.
Een video waarbij filmbeelden van partijbijeenkomsten en speeches Adolf Hitler op de muziek van Born to be Alive gezet zijn, ging viraal.